# ناصر بن هاشم السلمان
السيّد ناصر بن هاشم بن محمد آل سلمان الموسوي الأحسائي يعرف أيضًا بـالسيّد ناصر بن السيّد هاشم العلي السلمان (1929 - 12 يوليو 2001) (1348 - 21 ربيع الآخر 1422) فقيه جعفري ومدرس ديني سعودي. ولد في المبرز بالأحساء ونشأ بها في عائلة معروفة موسوية تعرف بـآل سلمان. درس على والده أولًا ثم سافر إلى النجف في 1946 لإكمال دراسته الدينية فتعلم على حسين بن محمد الخليفة ومحمود الشاهرودي وروح الله الخميني، وأبو القاسم الخوئي، ومحمد باقر الشخص وغيرهم. اشتغل بالتدريس في النجف وعاد إلى وطنه في 1974. مثّل العديد من المراجع الشيعة فيها. له عدة رسالات وشروح وحواش ومحاضرات دينية، مخطوطة. مرض أواخر عمره فذهب للعلاج إلى طهران. توفي في قُم ودفن بالعتبة الفاطمية. 

## نسبه وولادته
هو ناصر بن هاشم بن محمد بن علي بن حسين بن سلمان بن محمد بن يوسف بن علي بن إسماعيل بن حسين بن حسن بن إبراهيم بن ناصر بن علي بن صالح بن عيسى بن عبد الله بن جعفر بن موسى بن جعفر بن مسلم بن جعفر بن محمد بن مسلم بن محمد بن موسى بن علي بن جعفر بن الحسن بن موسى بن جعفر بن موسى الكاظم. 

ولد في المبرز بالأحساء حدود سنة 1348 هـ/ 1929 م ونشأ بها في عائلة معروفة وتحت رعاية والده الفقيه هاشم العلي السلمان.

## تعليمه
بدأ تعليمه في المبرز وتعلم القرآن والقراءة والكتابة في الكّتاب عند أحمد الزايد. ثم قرأ على والده جملة من كتب المقدمات والسطوح. 

سافر إلى النجف في 1365 هـ/ 1946 م لإكمال دراسته الدينية، فأكمل دروسه في السطوح على حسين بن محمد الخليفة، وعباس بن عبد الزهراء المظفر، ومحمد تقي حسن آل بحر العلوم، وإبراهيم بن علي الكرباسي، ومحمد حسين بن محمد سعيد الحكيم. وفي الأبحاث الخارج تعلم على محمود الحسيني الشاهرودي وروح الله الخميني، وأبو القاسم الخوئي، وحسين بن علي الحلي، عبد الهادي بن إسماعيل الشيرازي، وعبد الله بن محمد طاهر الشيرازي، وعباس بن عبود الرميثي، ومحمد باقر الشخص، وعبد الكريم خان المدني، وإبراهيم بن علي الكرباسي، وغيرهم.

وفي سنة 1390 هـ/ 1970 م عاد إلى وطنه ليقوم بوظائفة الدينية، ثم رجع إلى النجف في 1393 هـ/ 1973 م ولم يلبث بها إلا عامًا واحداً. 

## تدريسه
تتلمذ عليه في النجف عدد من الطلبة، منهم أخوانه أحمد بن هاشم السلمان وباقر بن هاشم السلمان وابن عمه محمد علي بن هاشم العلي وعلي بن ناصر السلمان، ومحمد بن عبد النبي اللويمي، وعبد الرسول بن أحمد آل عصفور، وإبراهيم الدخيل، وعبد الأمير السلمان نجله وعبد الهادي السلمان، ابنه. 

## مهنته الدينية
يعد من علماء الجعفريين الأحسائيين البارزين في عصره، وكان أستاذًا لجملة من دروس المقدمات والسطوح فيها. وحين عاد إلى وطنه للمرة الثانية سنة 1973 نال ثقة أبرز مراجع التلقيد، ومثّلهم وكان وكيلا عنهم، منهم روح الله الخميني حيث كان أول وكيلٍ له في السعودية، وعبد الأعلى السبزواري ومحمد رضا الكلبيكاني ومحمد علي الأراكي ومحمد تقي البهجت، وفاضل اللنكراني، وجواد التبريزي، وعلي السيستاني وأخيرًا علي خامنئي. 

## مرضه ووفاته
بعد جاوز السبعين عامًا، أصا بمرض السرطان، نقله عائلته إلي إيران للعلاج في طهران بمستشفى «بقيه الله» وحظى بتوجيه خاصة من مكتب علي الخامنئي، المرشد الأعلى الإيراني، ومتابعة مباشرة من صديقه جعفر الكريمي. لكن العلاجات لم تنجج فترك المستشفى إلى قم عند ابنه عبد الهادي، مع الفريق الطبي. 

توفي في وقت متأخر من ليلة الجمعة 21 ربيع الآخر 1422/ 12 يوليو 2001، وتم تغسيله وتكفيه وشيع عصر الجمعة من مسجد الإمام رضا قرب العتبة الفاطمية، وحضر للصلاه على الجنازة الوحيد الخراساني ودفن في داخل العتبة. وأقيمت له مراسم العزاء في الأحساء وقُم ومشهد وكربلاء ودمشق. 

## حياته الشخصية
له من الأولاد الذكور خمسة بالإضافة إلى تسع بنات، من أكثر من زوجة. وأبنائه هم عبد الأمير وعبد الهادي ومحمد وهاشم وحسين. 

## مؤلفاته
له عددًا من المؤلفات، مخطوطة:
- تقريرات أبحاث الخارج في الفقه والأوصل بعض أساتذته
- الحاشية على كتاب فرائد الأصولا، للأنصاري
- الحاشية على كتاب كفاية الأصولا للخراساني
- الحاشية على كتاب المكاسبا للأنصاري
- رسالة في الأمارات، في علم الأصول
- رسالة في الصلاة
- رسالة في الصوم
- رسالة في الطهارة
- رسالة في الوضوء
- محاضرات عقائدية